# Pavlo Petrenko
Pavlo Petrenko (ukrainska: Павло Дмитрович Петренко) född 17 juli 1979, Tjernivtsi, Ukrainska SSR, Sovjetunionen, är en ukrainsk politiker först medlem av Fäderneslandsförbundet sedan Fronten för förändring och Folkfronten. Han var i perioden 27 februari 2014–29 augusti 2019 justitieminister i Ukraina.